# Associazione Calcio Abbiategrasso 1941-1942
Questa voce raccoglie le informazioni riguardanti l'Associazione Calcio Abbiategrasso nelle competizioni ufficiali della stagione 1941-1942.

## Rosa
| N. |                   | Ruolo | Calciatore        |
| -- | ----------------- | ----- | ----------------- |
|    | Italia (bandiera) | A     | Luciano Agosti    |
|    | Italia (bandiera) | D     | Virginio Ballabio |
|    | Italia (bandiera) | C     | Achille Biancardi |
|    | Italia (bandiera) | D     | Luigi Bianchi     |
|    | Italia (bandiera) | D     | Cesare Brunetti   |
|    | Italia (bandiera) | D     | Luciano Buscaglia |
|    | Italia (bandiera) | A     | Fortunato Galli   |
|    | Italia (bandiera) | C     | Giuseppe Maggi    |

| N. |                   | Ruolo | Calciatore         |
| -- | ----------------- | ----- | ------------------ |
|    | Italia (bandiera) | A     | Giorgio Magnaghi   |
|    | Italia (bandiera) | D     | Carlo Mereghetti   |
|    | Italia (bandiera) | P     | Luigi Porazzi      |
|    | Italia (bandiera) | D     | Luigi Riboni       |
|    | Italia (bandiera) | A     | Francesco Tagliani |
|    | Italia (bandiera) | C     | Elio Torriani      |
|    | Italia (bandiera) | P     | Giovanni Tronconi  |